# 福井県立道守高等学校
福井県立道守高等学校（ふくいけんりつ みちもりこうとうがっこう、英: Fukui Prefectural Michimori High School）は、福井県福井市若杉町にある公立の高等学校。

## 特色
福井県立高校の中で唯一全日制課程のない高校。定時制夜間コースは2019年（平成31年／令和元年）の福井県立高校定時制再編で県内唯一の夜間定時制となっている。

## 設置学科
- 定時制課程（単位制、午前・午後・夜間の3コース）
  - 普通科
- 通信制課程（単位制）
  - 普通科

## 教育目標
1. 誠実で健康な人となる
2. 勤労を尊び責任を重んずる人となる
3. 自主性に富み進んで社会に貢献する人となる
4. 個性と能力を伸ばし心の豊かな人となる

## 沿革

### 福井県立道守高等学校（定時制・通信制課程併設以降）
- 1971年（昭和46年）4月1日 - 福井県立嶺北高等学校定時制課程と福井県立藤島高等学校通信制課程を統合し、定時制・通信制教育モデル校として福井市若杉町35-21に福井県立道守高等学校を開校（夜間定時制・昼間二部制・通信制を設置）。従来の福井県立嶺北高等学校生徒は福井県立道守高等学校に移籍。通信制課程2年次以上の生徒は福井県立藤島高等学校在籍生として据え置くが、その事務局及び教場は福井県立道守高等学校に併置。
- 1972年（昭和47年）
  - 4月1日 - 通信制課程に衛生看護科を新設。
  - 6月25日 - 体育館・特別教室の第2期工事完了、落成式挙行。
- 1973年（昭和48年）
  - 9月5日 - 第1次屋外運動場造成工事完了。
  - 10月1日 - 定時制生徒会の自発的労働奉仕により、池および中庭完成。
- 1974年（昭和49年）
  - 3月31日 - 福井県立藤島高等学校通信制課程が廃止され、福井県立道守高等学校通信制課程への移行完了。通信制課程の福井紡績株式会社学級閉鎖。
  - 9月3日 - 第2次屋外運動場造成工事完了。
  - 10月15日 - 屋外夜間照明灯完成。
- 1975年（昭和50年）3月31日 - 通信制の福井精錬加工株式会社学級を閉じ、本校に吸収。
- 1976年（昭和51年）
  - 1月18日 - 校歌制定、記念式挙行。
  - 10月1日 - 国旗掲揚塔完成。
- 1977年（昭和52年）
  - 4月1日 - 通信制課程の東洋紡レーヨン学級閉鎖。
  - 10月31日 - 第1次前庭整備工事完了。
- 1979年（昭和54年）3月31日 - 第2次前庭整備工事完了。
- 1980年（昭和55年）
  - 2月23日 - 福井県立道守高等学校定時制後援会設置。
  - 4月1日 - 通信制課程の東洋紡ナイロン学級を敦賀学級とする。通信制課程の本年度入学生より敦賀学級の家政科を普通科とする。
- 1981年（昭和56年）3月31日 - 軟式野球用バックネット完成。通信制課程の三方学級閉鎖。
- 1985年（昭和60年）3月31日 - グラウンド改修工事完了。
- 1987年（昭和62年）3月31日 - スクールバス車庫移転。
- 1988年（昭和63年）3月31日 - 校門・通用門新築工事完了。
- 1989年（平成元年）3月31日 - 通信制課程の敦賀学級閉鎖。
- 1991年（平成3年）
  - 3月31日 - クラブハウス新設。
  - 4月1日 - 大和紡績株式会社・北陸紡績株式会社が生徒募集停止。
- 1992年（平成4年）4月1日 - 通信制課程に単位制コース新設。
- 1993年（平成5年）9月30日 - 北校舎完成。
- 1994年（平成6年）4月1日 - 株式会社カツクラ生徒募集停止。
- 1996年（平成8年）4月1日 - 福井紡績株式会社生徒募集停止。
- 1997年（平成9年）3月30日 - 中校舎リフレッシュ工事完成。
- 1999年（平成11年）3月31日 - 渡校舎リフレッシュ工事完成。
- 2004年（平成16年）4月1日 - 定時制後援会と育友会合併。
- 2005年（平成17年）3月3日 - 体育館リフレッシュ工事完成。
- 2006年（平成18年）
  - 6月15日 - 普通教室冷房設備設置。
  - 12月8日 - 南校舎西側リフレッシュ工事完成。
- 2007年（平成19年）8月9日 - スクールバス新車納入。
- 2008年（平成20年）
  - 1月4日 - 南校舎東側リフレッシュ工事完成。
  - 12月22日 - 中庭整備工事完成。
- 2009年（平成21年）4月1日 - 通信制課程の家政科・衛生看護科募集停止。
- 2010年（平成22年）
  - 4月1日 - 【定時制課程】昼間二部制を止め、午前コース・午後コース・夜間コースに固定化し、単位制・2学期制にする。商業科募集停止。【通信制課程】単位制コース・学年制コースを平日コース・日曜コースに改め、日曜コースを2学期制にし、平日コース募集停止。
  - 7月16日 - 普通教室冷暖房設備増設・教育相談室冷房設置。
- 2011年（平成23年）3月1日 - 管理普通教棟（中校舎）耐震補強建築工事完了。
- 2012年（平成24年）
  - 4月1日 - 通信制職員室・総務進路室を北校舎に移動。
  - 9月20日 - 中部地区高等学校通信制教育研究会を開催。
  - 10月11日 - 全国単位制高等学校長等連絡研究協議会を開催。
- 2013年（平成25年）4月1日 - 通信制課程の平日コースが終了し、日曜コースのみとなる。
- 2014年（平成26年）8月29日 - 通信制相談室隣に面談室設置。
- 2019年（平成31年／令和元年）9月19日 - 中部地区高等学校通信制教育研究会を開催。
- 2026年（令和8年） - 県内初となる夜間中学校の福井県立若杉中学校を併置・開校予定。

### 前身校（定時制課程）
- 1922年（大正11年）4月10日 - 大月斎庵、福井市足羽上町小学校内に足羽学院を開く。
- 1942年（昭和17年）4月1日 - 文部省認定の足羽中学校となる。
- 1948年（昭和23年）4月1日 - 福井市立福井高等学校定時制を創立。
- 1949年（昭和24年）4月1日 - 福井県乾徳高等学校定時制と校名を改称。
- 1950年（昭和25年）4月1日 - 福井県に移管。
- 1951年（昭和26年）4月1日 - 福井県藤島高等学校及び高志高等学校の定時制を併合。
- 1953年（昭和28年）6月10日 - 生徒浴場完成。
- 1955年（昭和30年）9月20日 - 給食館完成。
- 1957年（昭和32年）4月1日 - 福井県立乾徳高等学校定時制と校名改称。
- 1958年（昭和33年）4月1日 - 福井県立福井商業高等学校定時制と校名改称。
- 1961年（昭和36年）9月30日 - 給食設備を完成し、全校生徒へのミルク無料支給実施。
- 1963年（昭和38年）4月1日 - 給食設備を拡充し、A型完全給食に移行。
- 1964年（昭和39年）5月14日 - 屋外運動場照明設備完成。
- 1965年（昭和40年）4月1日 - 福井県立嶺北高等学校と校名を改称し、独立校となる。
- 1969年（昭和44年）
  - 2月18日 - 福井県立嶺北高等学校において開催された「動く知事室」で、当時の中川知事が生徒に独立校舎建設を約束。
  - 3月31日 - 東郷分校閉校。
- 1971年（昭和46年）3月31日 - 福井県立嶺北高等学校を閉校。

### 前身校（通信制課程）
- 1948年（昭和23年）4月1日 - 福井県立第一高等学校内に通信教育の設置が認可され、名称を福井県立第一高等学校通信部とする。
- 1949年（昭和24年）4月1日 - 福井県立第一高等学校及び福井県立第二高等学校工業課程を統合して福井県藤島高等学校と改称。
- 1955年（昭和30年）4月1日 - 通信教育のみによる卒業資格が認められる。
- 1957年（昭和32年）4月1日 - 福井県高等学校工業課程を独立させ、福井県立藤島高等学校と改称。
- 1958年（昭和33年）4月1日 - 福井市公民館に通信教育の支部を置き、出張面接授業開始。
- 1961年（昭和36年）3月31日 - 福井市公民館支部を閉鎖。
- 1962年（昭和37年）4月1日 - 学校教育法一部改正（36法144・166）により、福井県立藤島高等学校通信制課程と改称。
- 1963年（昭和38年）4月1日 - 福井県立若狭高等学校通信制課程を本校に統合し、若狭高校を協力校とする。日本放送協会学園高等学校の協力校となる。日の出織物株式会社（今立町）、竹内産業株式会社（鯖江市）の集団入学を受け入れ、出張面接授業開始。
- 1964年（昭和39年）4月1日 - 本年度入学生より年次制をとり、規制学習開始。前田産業株式会社（武生市）の集団入学を受け入れ、出張面接授業開始。若狭高等学校との協力関係解消。東洋紡績株式会社敦賀工場（敦賀市）、呉羽紡績株式会社敦賀工場（敦賀市）の集団入学をそれぞれ受け入れ、出張面接授業開始。福井市青年の家の青年学級の生徒全員を本校に入学させ、出張面接授業開始。
- 1965年（昭和40年）4月1日 - 大和紡績株式会社福井工場集団入学を受け入れ、出張面接授業開始。日の出織物学級を閉じ、本校に吸収。
- 1966年（昭和41年）
  - 3月31日 - 竹内産業学級を閉じ、本校に吸収。
  - 4月1日 - 福井紡績株式会社、国立福井療養所付属准看護学院集団の集団入学をそれぞれ受け入れ、出張面接授業開始。
- 1967年（昭和42年）3月31日 - 福井市青年の家の青年学級を閉じ、本校に吸収。
- 1968年（昭和43年）4月1日 - 福井市福井精錬加工株式会社付属福井精錬高等学校学院の集団入学を受け入れ、出張面接授業開始。
- 1971年（昭和46年）3月31日 - 前田産業株式会社学級を閉じ、本校に吸収。

## 部活動

### 定時制
- 運動部 - 軟式野球、卓球、バドミントン、柔道、サッカー、バレーボール、ソフトテニス、バスケットボール
- 文化部（サークル） - ダンス、美術、書道、音楽、茶華道、ワープロ

### 通信制
- 運動部 - バスケットボール、バドミントン（男・女）、柔道、陸上
- 文化部 - 文芸
- 同好会 - 茶道（茶道入門、浴衣・着付け入門）

## 校歌
作詞：広部英一、作曲：中村八大

## アクセス
- 北陸新幹線・ハピラインふくい線・えちぜん鉄道勝山永平寺線 福井駅から、京福バス 70・71系統（運動公園線）にて「道守高校」停留所下車、約150 m。福井鉄道福武線利用の場合は同様となる福井駅停留場のほか、福井城址大名町駅より約250 mの「福井銀行本店前」から京福バス70系統、ベル前駅より約250 mの「ベル前」から京福バス71系統にそれぞれ乗車可能。
- E8 北陸自動車道 福井ICから、国道158号、福井県道・石川県道5号福井加賀線、福井県道6号福井四ヶ浦線経由 約8 km。